# Multimetar
Multimetar ili Unimer (ponekad i avometar (AmperVoltOm)) je elektronički mjerni instrument kojim mjerimo različita elektronička svojstva. Uobičajeni unimeri na sebi imaju dvije stezaljke i mogu mjeriti napon, struju i otpor, a neki čak i kapacitet. Postoje analogni i digitalni unimeri.